# Al-Muti
al-Muti, död 974, var abbasidernas 23:e kalif. Han var regerade kalif i Abbasidkalifatet mellan 946 och 974. 